# نيكلاس فالك
نيكلاس فالك (بالسويدية: Niklas Falk)‏ هو ممثل سويدي، ولد في 28 يناير 1947 في السويد.

## وصلات خارجية
- نيكلاس فالك على موقع IMDb (الإنجليزية)
- نيكلاس فالك على موقع ميتاكريتيك (الإنجليزية)
- نيكلاس فالك على موقع روتن توميتوز (الإنجليزية)
- نيكلاس فالك على موقع ألو سيني (الفرنسية)
- نيكلاس فالك على موقع أول موفي (الإنجليزية)
- نيكلاس فالك على موقع قاعدة بيانات الأفلام السويدية (السويدية)
- نيكلاس فالك على موقع قاعدة بيانات الفيلم (الإنجليزية)
- نيكلاس فالك على موقع كينوبويسك (الروسية)